# Cité du Retiro
La cité du Retiro est un passage du 8e arrondissement de Paris, dans le quartier de la Madeleine.

## Situation et accès
Le passage s'ouvre aux 30, rue du Faubourg-Saint-Honoré d'un côté, et au 35, rue Boissy-d'Anglas de l'autre.
Le quartier est desservi par la ligne 8, la ligne 12 et la ligne 14 du métro de Paris, à la station Madeleine.

## Origine du nom

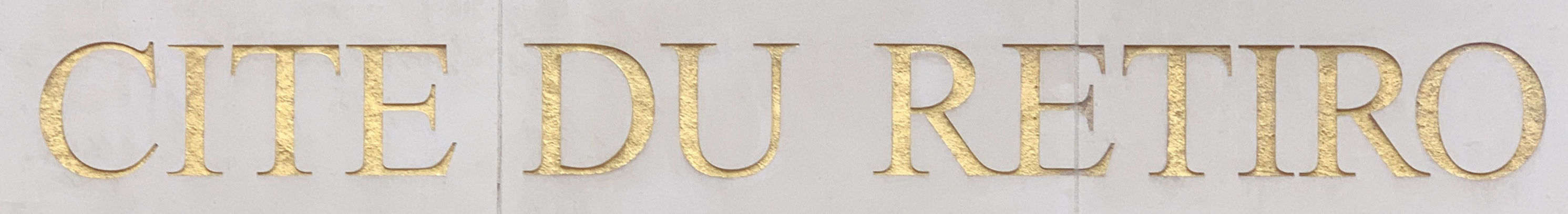
Inscription de la voie.

Ce nom vient de buen retiro (littéralement « bon refuge » en espagnol), endroit où l'on est « bien retiré ».

## Historique
- On l'appelait autrefois « cour des coches » parce que c'est à cet endroit que furent d'abord remisés les carrosses royaux, puis les voitures publiques desservant les environs de Paris. Ce vaste espace situé entre les immeubles de la rue d'Anjou et ceux de la rue de La Madeleine (actuelle rue Boissy-d'Anglas) s'appelait ainsi avant 1807.
- Le Bureau des voitures publiques des environs de Paris se situait à l'angle de la rue de Surène et de la rue d'Anjou. Il était ainsi décrit dans le Guide des amateurs et des étrangers voyageurs à Paris de Luc-Vincent Thiéry en 1787[2] : « Les voitures de ce bureau font le service de toutes les routes aboutissantes [sic] aux portes Saint-Honoré et de la Conférence jusqu'aux distances qui leur sont prescrites. Il y a dans ce bureau une messagerie qui part tous les jours pour Ruel, et revient le même jour. Il en coûte dans les voitures à quatre places 15 sols par lieue et par personne, et dans les guinguettes 8 sols par lieue et par place. »
- Le vélodrome de la Madeleine  (manège d'apprentissage et vente de bicyclettes) ou manège Terront (du nom du champion Charles Terront) y était installé dans les années 1890.
- La cité du Retiro  qui était bordée d'immeubles du XVIIIe et du début du XIXe siècle est démolie vers 1970, sauf son entrée secondaire 30 rue du Faubourg Saint-Honoré devenue une impasse[3]. Sa plus grande partie est la propriété du groupe Qatar Investment Authority et sert de siège social à Cartier France.

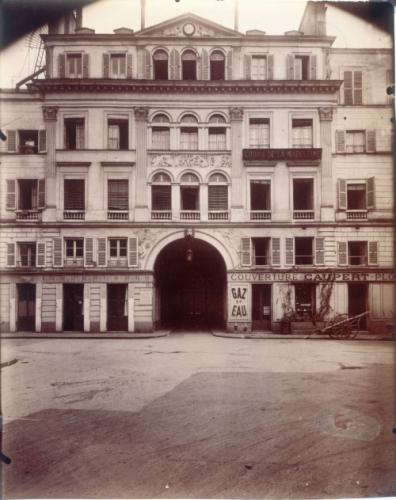
Cité du Retiro, photo d'Eugène Atget en 1910[4].
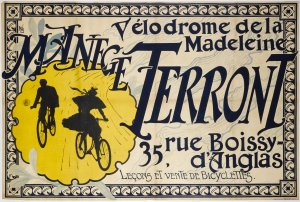
Vélodrome de la Madeleine, affiche de la fin du XIXe siècle[5].

## Bâtiments remarquables et lieux de mémoire

### Habitants célèbres
- Georges Hoentschel (1855–1915), ensemblier-décorateur, céramiste et grand collectionneur (no 11), jusqu'en 1903[6],[7].
- Le comte Alphonse de Toulouse-Lautrec-Monfa (1838–1913), père du peintre Henri de Toulouse-Lautrec[8].
- Jane Mérey, cantatrice du théâtre royal de la Monnaie et de l'Opéra-Comique, donne des leçons de chant au no 7 en 1924.